# Vieselbach (Gramme)
Der Vieselbach ist ein Fließgewässer, nach dem der Erfurter Ortsteil Vieselbach benannt ist.

## Name
Der gleichnamige Ort wurde um 1193 als Visilbecke erstmals schriftlich erwähnt. Das Bestimmungswort des Namens leitet sich wahrscheinlich vom mittelniederdeutschen Wortstamm *fisil- „fein regnen“ ab.

## Verlauf
Der Vieselbach entspringt im Ort Mönchenholzhausen der Landgemeinde Grammetal und fließt gewunden nordwärts. Zwischen Mönchenholzhausen und dem Stadtteil Hochstedt von Erfurt wird er in der Talsperre Vieselbach angestaut. Nach Hochstedt durchfließt er den Stadtteil Vieselbach und mündet gegenüber dem Stadtteil Wallichen von links in die Gramme.
Weitere Stillgewässer nahe dem Bach sind die Brauereiteiche Vieselbach nahe an ihrem Quellgebiete, das heute ein Naherholungsgebiet ist und die Teichanlage Hochstedt in Hochstedt. Um sie liegt ein Überschwemmungsgebiet.